# Hortensia Buisán
Hortensia Buisán Bernad (Zaragoza 1917-1994) fue una lexicógrafa española, estudiosa de la lengua, la historia y las costumbres altopirenáicas. Realizó un diccionario etnográfico-dialectal altoaragonés.

## Trayectoria
Buisán fue hija de Genara y Ramón, que provenían de pueblos del Pirineo oscense, Oto (Broto) y Nerín, respectivamente, que tuvieron que abandonar en busca de nuevas oportunidades. La propia Buisán reconocía que la injusta costumbre de hacer heredero de todos los bienes a uno de los hijos varones, no lo era tanto dado por la imposibilidad de aumentar las pequeñas heredades.
Estudió en el Colegio San Felipe de Zaragoza, pero sus padres no vieron adecuado que ella realizase estudios superiores, como así lo hicieron sus dos hermanos, y tuvo que seguir recibiendo educación en el Colegio de las Hijas de la Caridad de San Vicente de Paúl (Colegio de las Paulas), con las materias y labores entonces consideradas ‘propias de su género’. De forma autodidacta, Buisán empezó a aprender fotografía y astronomía, a la vez que sus hermanos, se miraba los apuntes de Derecho. También asistió al Centro de Mecanografía de Méndez Nuñez de Zaragoza.
Desde pequeña pasaba los meses de verano en los pueblos oscenses de Buisán y Oto, donde tenían familia. Hortensia pudo aprender así el aragonés hablado en el Sobrarbe natal de sus padres, directamente de los vecinos y la abuela paterna de Nerín. Durante años fue recogiendo todos los veranos cada una de las palabras aragonesas con un estudio concienzudo de costumbres y circunstancias de su pronunciación; un estudio que amplió años después con la recopilación de vocabulario, gramática y tradición oral en aragonés del valle de Tena y los valles circundantes, cuando la familia cambió el lugar de veraneo a Jaca y El Pueyo de Jaca.
Tras la concesión del premio del Concurso Lexicográfico del Consejo Superior de Investigaciones Científicas (CSIC) en 1944 y de su matrimonio, en 1953, con Luis Tomás, dejó su labor investigadora para dedicarse al cuidado de su familia. Tuvo dos hijos a los que contaba dichos y cuentos de los valles pirenaicos.

## Reconocimientos
En 1944, el Consejo Superior de Investigaciones Científicas (CSIC), a través de la Sección de Filología de la Estación de Estudios Pirenaicos que dirigía Antonio Griera, galardonó a Buisán con el primer premio del Concurso Lexicográfico por el Diccionario dialectal del Valle de Hecho, y la promesa de publicarlo aunque no no llegó a verlo en vida. Fueron sus hijos los que finalmente lo hicieron once años después de su fallecimiento, en 2005. Buisán fue la primera mujer premiada académicamente después de recopilar y estudiar la lengua que se habla en el Valle de Hecho, combinando la etnografía y la dialectología de la zona. 

## Obra
- 1994 – Diccionario dialectal altoaragonés, 1944. Editorial Gara d'Edizions, ISBN 978-84-8094-055-9.[3]